# Torny-le-Grand

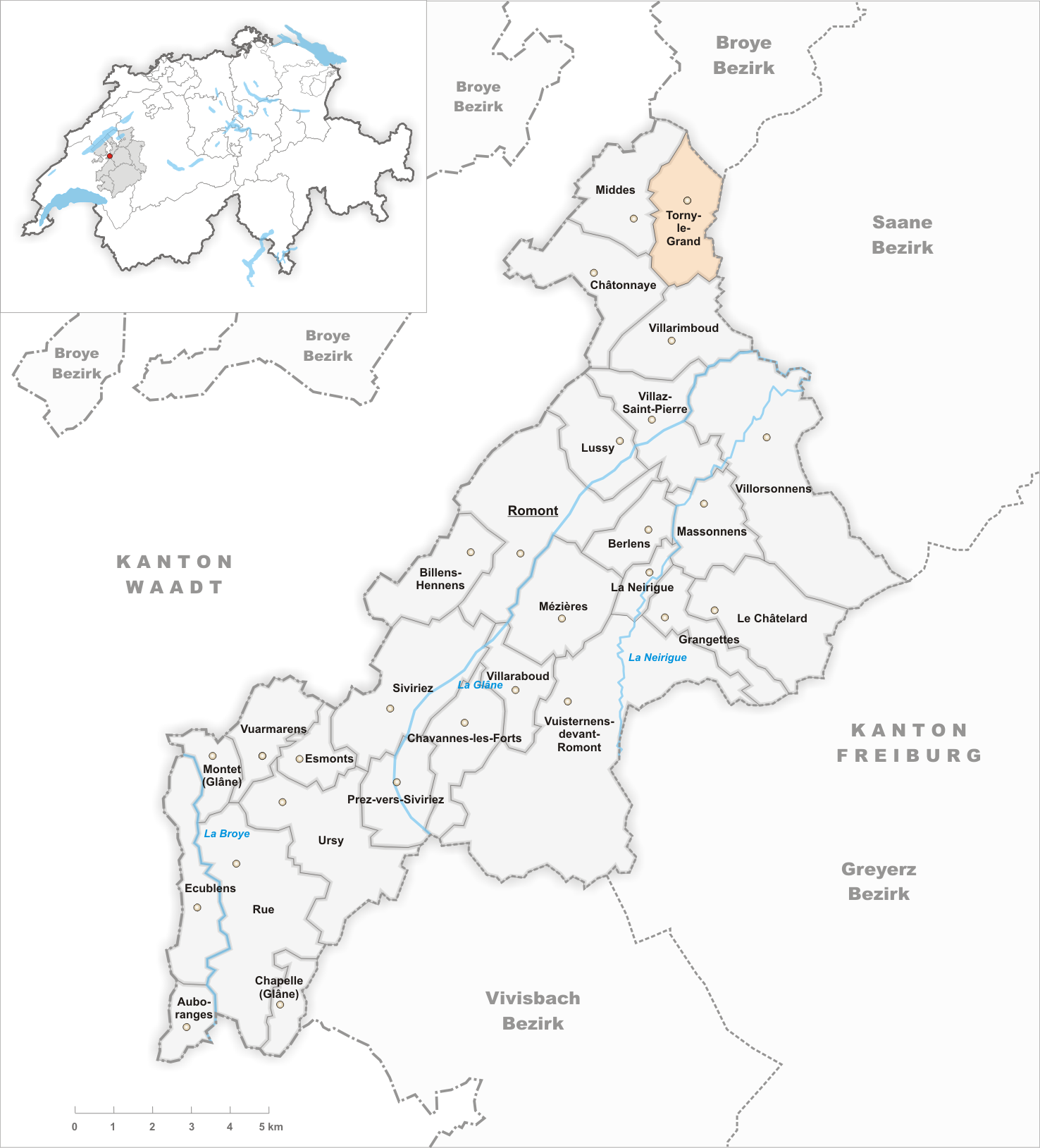
Gemeindestand vor der Fusion am 1. Januar 2004

Torny-le-Grand ist eine ehemalige Gemeinde des Bezirks Glâne des Kantons Freiburg in der Schweiz. Am 1. Januar 2004 wurde Torny-le-Grand mit der ehemaligen Gemeinde Middes zur Gemeinde Torny fusioniert.

## Geographie
Torny-le-Grand liegt auf 675 m ü. M., 10 km nordnordöstlich des Bezirkshauptortes Romont (Luftlinie). Das Bauerndorf erstreckt sich in einer Mulde westlich des Tals der Arbogne, auf dem Molasseplateau zwischen Broye und Glâne im Freiburger Mittelland.
Die Fläche des 5 km² grossen ehemaligen Gemeindegebiets umfasst einen Abschnitt des durch den eiszeitlichen Rhonegletscher geprägten Molasseplateaus des Freiburger Mittellandes. Der östliche Teil des Gebietes wird von der Arbogne durchflossen, die nur leicht in das Plateau eingetieft ist. Auch das ausgedehnte Waldgebiet Les Fours südöstlich des Bachlaufs gehört zu Torny-le-Grand. Westlich der Arbogne erstreckt sich der Gemeindeboden über die Mulde von Torny-le-Grand und den Höhenzug Grande-Fin. Der höchste Punkt von Torny-le-Grand wird mit 740 m ü. M. beim Reservoir nördlich von La Brévire erreicht.

## Bevölkerung
Mit 327 Einwohnern (2000) zählte Torny-le-Grand vor der Fusion zu den kleinen Gemeinden des Kantons Freiburg. Zu Torny-le-Grand gehören mehrere Hofsiedlungen und Einzelhöfe.
Einwohnerzahlen: Volkszählungsdaten

## Wirtschaft
Torny-le-Grand war bis in die zweite Hälfte des 20. Jahrhunderts eine vorwiegend durch die Landwirtschaft geprägte Gemeinde. Durch die Wasserkraft der Arbogne wurde früher eine Mühle betrieben. Noch heute haben die Milchwirtschaft, die Viehzucht und der Ackerbau einen wichtigen Stellenwert in der Erwerbsstruktur der Bevölkerung. Weitere Arbeitsplätze sind im lokalen Kleingewerbe und im Dienstleistungssektor vorhanden. In den letzten Jahrzehnten hat sich das Dorf auch zu einer Wohngemeinde entwickelt. Viele Erwerbstätige sind deshalb Wegpendler, die hauptsächlich in den Regionen Freiburg und Payerne arbeiten.

## Verkehr
Das Dorf liegt abseits der grösseren Durchgangsstrassen an einer Verbindungsstrasse von Prez-vers-Noréaz nach Châtonnaye. Durch Postautokurse, die von Romont nach Avry verkehren, besitzt Torny-le-Grand einen Anschluss an das Netz des öffentlichen Verkehrs.

## Geschichte
Die erste urkundliche Erwähnung des Ortes erfolgte bereits im Jahr 766 unter dem Namen Taurniaco Superiore. Später erschienen die Bezeichnungen Tornei (1145), Tornie (1224), Tornye (1320), Tornyer (1502), Tornie le Grand (1578) und Tornier (1668). Der Ortsname geht auf den gallorömischen Personennamen Taurinius zurück. Der frühere deutsche Name Grosstorny wird heute nicht mehr verwendet.
Zur Zeit seiner ersten Nennung war Torny-le-Grand im Besitz der Abtei Saint-Maurice. Später unterstand das Dorf den Grafen von Savoyen. Es bildete ab 1360 eine eigene Herrschaft, die zahlreiche Besitzerwechsel erfuhr und 1602 durch eine Heirat an die Familie von Diesbach gelangte, deren in Torny-le-Grand ansässiger Zweig sich von nun an Diesbach-Torny nannte und bis 1798 hier residierte.
Als die Berner 1536 das Waadtland eroberten, kam Torny unter die Herrschaft von Freiburg und wurde der Landvogtei Romont zugeordnet. Nach dem Zusammenbruch des Ancien Régime (1798) gehörte das Dorf während der Helvetik bis 1803 zum Distrikt Payerne. Danach wechselte Torny-le-Grand zum Bezirk Romont, 1815 zum Bezirk Montagny und 1830 zum Bezirk Dompierre, bevor es 1848 in den Bezirk Glâne eingegliedert wurde.
Torny-le-Grand war nach Torny-Pittet kirchgenössig und wurde 1630 eine selbstständige Pfarrei. im 15. Jahrhundert wird eine Kapelle St. Niklaus erwähnt. 1698 wurde die Pfarreikirche St. Niklaus geweiht, 1754–1755 neu errichtet.
Im Rahmen der vom Kanton Freiburg seit 2000 geförderten Gemeindefusionen sollten Torny-le-Grand, Middes und Châtonnaye zusammengelegt werden. Da sich die Bewohner von Châtonnaye der Fusion widersetzten, trat mit Wirkung auf den 1. Januar 2004 nur die Fusion von Torny-le-Grand und Middes zur neuen Gemeinde Torny in Kraft.